# Alias Jimmy Barton
Alias Jimmy Barton è un cortometraggio muto del 1916. Il nome del regista non viene riportato nei credit del film che, prodotto dalla Biograph, aveva come interpreti José Ruben, Gretchen Hartman, Jack Mulhall, Jack Drumier, Vola Vale e Charles Perley.

## Produzione
Il film fu prodotto dalla Biograph Company.

## Distribuzione
Distribuito dalla General Film Company, il film - un cortometraggio in due bobine - uscì nelle sale cinematografiche statunitensi il 28 marzo 1916. Non si conoscono copie ancora esistenti della pellicola che viene considerata presumibilmente perduta.